# Destination X 2008
Destination X 2008 è stata la quarta edizione del pay-per-view prodotto dalla Total Nonstop Action Wrestling (TNA). L'evento si è svolto il 9 marzo 2009 alla Scope Arena di Norfolk in Virginia.

## Risultati
| # | Risultati | Stipulazioni | Durata |
| - | --- | --- | ------ |
| 1 | Roxxi Leveaux ha sconfitto Angelina Love | Single match | d      |
| 2 | The Latin American Xchange (Hernandez e Homicide con Salinas) hanno sconfitto The Motor City Machine Guns (Alex Shelley e Chris Sabin) e Rock 'n Rave Infection (Jimmy Rave e Lance Hoyt con Christy Hemme) | Fatal three-way tag team match per determinare il Number One Contender al titolo TNA World Tag Team Championship | 10:26  |
| 3 | Jay Lethal ha sconfitto Petey Williams (con Raha Khan | Single match per il titolo TNA X Division Championship                                                           | 11:39  |
| 4 | Eric Young e Kaz hanno sconfitto Black Reign e Rellik | Tag team match                                                                                                   | 10:03  |
| 5 | Awesome Kong (c) (con Raisha Saeed) ha sconfitto Gail Kim ed ODB | Three way match per il titolo TNA Women's Knockout Championship                                                  | 11:27  |
| 6 | Curry Man e Shark Boy hanno sconfitto il Team 3D (Brother Devon e Brother Ray con Johnny Devine) | Fish market street fight (Hardcore wrestling)                                                                    | 13:13  |
| 7 | Robert Roode (con Payton Banks) ha sconfitto Booker T (con Traci Brooks) | Stand By Your Man strap match                                                                                    | 07:56  |
| 8 | Rhyno ha sconfitto James Storm (con Jackie Moore) | Elevation X match                                                                                                | 13:13  |
| 9 | The Unlikely Alliance (Christian Cage, Kevin Nash e Samoa Joe) ha sconfitto The Angle Alliance (Kurt Angle, A.J. Styles e Tomko)                                                                            | Six-man tag team match                                                                                           | 12:26  |
|   | (c) è riferito al campione in carica al momento dell'inizio del match. | d = Dark match.                                                                                                  |        |